# Spiladopygia
Spiladopygia – wymarły rodzaj owadów z rzędu skorków i podrzędu Neodermaptera, obejmujący dwa znane gatunki.
Oba zaliczane obecnie do tego rodzaju gatunki opisane zostały w 1890 roku przez Samuela Hubbarda Scuddera. Opisów dokonano na podstawie skamieniałości znalezionych w Florissant w Kolorado (Stany Zjednoczone) i pochodzących z przełomu eocenu i oligocenu. Autor umieścił je w rodzaju Labiduromma. W 2010 roku Stylianos Chatzimanolis i Michael Engel dokonali rewizji rodzaju Labiduromma, wydzielając te gatunki do rodzaju Spiladopygia. Nazwa rodzajowa jest połączeniem greckich słów spilados („głaz”) i pygos („zad”). Do zaliczanych doń gatunków należą:
- Spiladopygia exsulata (Scudder, 1890)
- Spiladopygia mortalis (Scudder, 1890)

Owady te miały przedplecze o szerokości nieco większej od długości i nieco mniejszej od szerokości głowy. Pokrywy (tegminy) były mniej więcej dwukrotnie dłuższe niż szerokie, o stosunkowo prostych krawędziach bocznych i tylnych. Wydłużony odwłok był pośrodku najszerszy. Długość ostatniego z jego tergitów były równa lub nieco większa niż tergitu przedostatniego. Powierzchnia ostatniego tergitu była pozbawiona guzków. Drobnych rozmiarów pygidium miało kształt wąskiego trójkąta. Przekształcone w szczypce przysadki odwłokowe miały długość około ⅓ długości odwłoka. Ich ramiona były symetryczne, niepiłkowane i bezzębne, prawie stykające się nasadach; na całej długości były szerokie, za środkiem tylko nieco zwężone ku stosunkowo tępym i szerokim wierzchołkom, przy czym wewnętrzne krawędzie ramion były dość proste.